# Lijst van rijksmonumenten in Leiderdorp
De plaats en gemeente Leiderdorp telt 31 inschrijvingen in het rijksmonumentenregister. Hieronder een overzicht.
| Object | Oorspronkelijke functie?  | Bouwjaar                                       | Architect                 | Locatie                  | Coördinaten?                  | Nr.?   | Afbeelding                                                      |
| --- | ------------------------- | ---------------------------------------------- | ------------------------- | ------------------------ | ----------------------------- | ------ | --------------------------------------------------------------- |
| Boerderij van het voerdeeltype met onderkelderd voorhuis met opkamer onder omlopend schilddak en aangebouwd woonhuis met stal onder wolfdak                      | Boerderij                 | 18e eeuw                                       |                           | Achthovenerweg 7         | 52° 8' 31" NB, 4° 32' 23" OL  | 25685  | Meer afbeeldingen                                               |
| Boerderij op T-vormige plattegrond, gedeeltelijk onderkelderd voorhuis tussen zijtopgevels                                                                       | Boerderij                 |                                                |                           | Achthovenerweg 9         | 52° 8' 31" NB, 4° 32' 28" OL  | 25686  | Meer afbeeldingen                                               |
| Dijkzicht | Boerderij                 | 19e eeuw                                       |                           | Achthovenerweg 13        | 52° 8' 28" NB, 4° 32' 43" OL  | 25687  | Meer afbeeldingen                                               |
| Boerderij op T-vormige plattegrond voorhuis met opkamer onder pannen schilddak, het achtergedeelte onder rieten zadeldak                                         | Boerderij                 | wellicht 18e eeuw voorhuis (19e eeuw)          |                           | Achthovenerweg 25        | 52° 8' 22" NB, 4° 33' 1" OL   | 25688  | Meer afbeeldingen                                               |
| Smeedijzeren inrijhek met naam buitenplaats. Lodewijk XVI trant                                                                                                  | Erfscheiding              |                                                |                           | Achthovenerweg bij 49    | 52° 8' 9" NB, 4° 33' 23" OL   | 25689  | Smeedijzeren inrijhek met naam buitenplaats. Lodewijk XVI trant |
| Boerderij met onderkelderd voorhuis met opkamer onder tentdak, aangebouwd woon- en stalgedeelte, elk onder zadeldak                                              | Boerderij                 | 18e eeuw                                       |                           | Achthovenerweg 49        | 52° 8' 10" NB, 4° 33' 26" OL  | 25690  | Meer afbeeldingen                                               |
| Pand met rechte lijstgevel | Werk-woonhuis             | 18e eeuw                                       |                           | Bruggestraat 1           | 52° 9' 3" NB, 4° 31' 23" OL   | 25691  | Meer afbeeldingen                                               |
| Voormalige pastorie naast de kerk; rechthoekig cremekleurig gebouw                                                                                               | Kerkelijke dienstwoning   |                                                |                           | Eikenlaan 25             | 52° 9' 3" NB, 4° 31' 27" OL   | 25692  | Meer afbeeldingen                                               |
| Ned.Herv.Kerk. Middenschip en smalle zijbeuken, rechthoekig gebouw                                                                                               | Kerk en kerkonderdeel     | 1620                                           |                           | Hoofdstraat 19           | 52° 9' 3" NB, 4° 31' 25" OL   | 25693  | Meer afbeeldingen                                               |
| Lage boerderij, dwarshuis met opkamer met kleine roeden en halve luiken. Tot bungalow verbouwd                                                                   | Boerderij                 |                                                |                           | Hoofdstraat 31           | 52° 9' 1" NB, 4° 31' 25" OL   | 25694  | Meer afbeeldingen                                               |
| Herenhuis met rechte lijstgevel; luiken voor de vensters | Dienstwoning              | 18e eeuw                                       |                           | Hoofdstraat 8            | 52° 9' 5" NB, 4° 31' 22" OL   | 25695  | Meer afbeeldingen                                               |
| Pand met topgevel | Boerderij                 | 18e eeuw                                       |                           | Hoofdstraat 24           | 52° 9' 2" NB, 4° 31' 23" OL   | 25696  | Meer afbeeldingen                                               |
| Pand zonder verdieping op L-vormige plattegrond, onder met pannen gedekt zadeldak met schild (linker zijgevel) en wolfeind boven ingezwenkte (gevel straatzijde) | Boerderij                 | 18e eeuw                                       |                           | Hoofdstraat 42           | 52° 8' 58" NB, 4° 31' 24" OL  | 25697  | Meer afbeeldingen                                               |
| Rechthoekig huis met rechte kroonlijst | Werk-woonhuis             | 18e eeuw                                       |                           | Kerklaan 12              | 52° 9' 4" NB, 4° 31' 25" OL   | 25698  | Meer afbeeldingen                                               |
| Doeshofmolen | Industrie- en poldermolen | 1830                                           |                           | Ruigekade                | 52° 9' 20" NB, 4° 33' 19" OL  | 25699  | Meer afbeeldingen                                               |
| Munnikenmolen | Industrie- en poldermolen | 1890                                           |                           | Persant Snoepweg 1       | 52° 9' 37" NB, 4° 32' 50" OL  | 25700  | Meer afbeeldingen                                               |
| Zijllaanmolen | Industrie- en poldermolen | 1850                                           |                           | Dwarswateringkade 11     | 52° 10' 15" NB, 4° 31' 30" OL | 25703  | Meer afbeeldingen                                               |
| Achthovense Molen | Industrie- en poldermolen | 1893                                           |                           | Ruigekade                | 52° 9' 18" NB, 4° 33' 26" OL  | 25704  | Meer afbeeldingen                                               |
| Hardstenen paal, oorspronkelijk stoeppaal of grenspaal | Grensafbakening           | eerste helft 17e eeuw (vormen aan drie zijden) |                           | Achthovenerweg bij 49    | 52° 8' 9" NB, 4° 33' 23" OL   | 25705  | Upload foto                                                     |
| Terrein waarin aanleg en overblijfselen van kasteel Ter Does | Archeologisch monument    | middeleeuwen                                   |                           | Ruigekade/Achthovenerweg | 52° 8' 40" NB, 4° 32' 12" OL  | 45571  | Meer afbeeldingen                                               |
| Ringgraaf: boerderij | Boerderij                 | 1886                                           |                           | Achthovenerweg 51        | 52° 8' 1" NB, 4° 33' 35" OL   | 512170 | Meer afbeeldingen                                               |
| Ringgraaf: toegangshek met hekpijlers | Erfscheiding              | 1886                                           |                           | Achthovenerweg bij 51    | 52° 8' 3" NB, 4° 33' 36" OL   | 512171 | Meer afbeeldingen                                               |
| Ringgraaf: schuur en stal | Boerderij                 | 1930                                           |                           | Achthovenerweg bij 51    | 52° 8' 1" NB, 4° 33' 35" OL   | 512172 | Upload foto                                                     |
| Ringgraaf: hooiberg | Boerderij                 | ca. 1925                                       |                           | Achthovenerweg bij 51    | 52° 8' 1" NB, 4° 33' 35" OL   | 512173 | Meer afbeeldingen                                               |
| Ringgraaf: wagenschuur | Boerderij                 | ca. 1925                                       |                           | Achthovenerweg bij 51    | 52° 8' 1" NB, 4° 33' 35" OL   | 512174 | Meer afbeeldingen                                               |
| Ringgraaf: varkensstal | Boerderij                 | ca. 1925                                       |                           | Achthovenerweg bij 51    | 52° 8' 1" NB, 4° 33' 35" OL   | 512175 | Upload foto                                                     |
| De Hoeve Welgelegen | Boerderij                 | 1940                                           | Van der Laan en Reyneveld | Achthovenerweg 60        | 52° 7' 59" NB, 4° 33' 34" OL  | 512177 | De Hoeve Welgelegen                                             |
| De Hoeve Welgelegen : hooitas annex schuur | Boerderij                 | 1940/1941                                      |                           | Achthovenerweg bij 60    | 52° 7' 59" NB, 4° 33' 34" OL  | 512178 | Meer afbeeldingen                                               |
| Boerderij met zomerhuis | Boerderij                 | 1850-1900                                      |                           | Achthovenerweg 43        | 52° 8' 14" NB, 4° 33' 19" OL  | 512180 | Meer afbeeldingen                                               |
| Boerderij 'Hoogkraan': toegangshek | Erfscheiding              | 1875                                           |                           | Achthovenerweg bij 43    | 52° 8' 14" NB, 4° 33' 19" OL  | 512181 | Meer afbeeldingen                                               |
| Boerderij 'Hoogkraan': wagenschuur / koetshuis | Boerderij                 | ca. 1900                                       |                           | Achthovenerweg bij 43    | 52° 8' 14" NB, 4° 33' 19" OL  | 512182 | Upload foto                                                     |

Alblasserdam ·
Albrandswaard ·
Alphen aan den Rijn ·
Barendrecht ·
Bodegraven-Reeuwijk ·
Capelle aan den IJssel ·
Delft ·
Den Haag ·
Dordrecht ·
Goeree-Overflakkee ·
Gorinchem ·
Gouda ·
Hardinxveld-Giessendam ·
Hendrik-Ido-Ambacht ·
Hillegom ·
Hoeksche Waard‎ ·
Kaag en Braassem ·
Katwijk ·
Krimpen aan den IJssel ·
Krimpenerwaard ·
Lansingerland ·
Leiden ·
Leiderdorp ·
Leidschendam-Voorburg ·
Lisse ·
Maassluis ·
Midden-Delfland ·
Molenlanden ·
Nieuwkoop ·
Nissewaard ·
Noordwijk ·
Oegstgeest ·
Papendrecht ·
Pijnacker-Nootdorp ·
Ridderkerk ·
Rijswijk ·
Rotterdam ·
Schiedam ·
Sliedrecht ·
Teylingen ·
Vlaardingen ·
Voorne aan Zee ·
Voorschoten ·
Waddinxveen ·
Wassenaar ·
Westland ·
Zoetermeer ·
Zoeterwoude ·
Zuidplas ·
Zwijndrecht